# Xaló
Xaló és un municipi del País Valencià, es troba a la comarca de la Marina Alta, i pertany a l'antic terme castral del castell d'Aixa.

## Geografia
El seu terme municipal limita al nord amb Pedreguer i la Llosa de Camacho, al sud amb Callosa d'en Sarrià i Altea, a l'est amb Llíber i Benissa, i a l'oest amb Alcalalí i Tàrbena. La població més pròxima a Xaló és la de Llíber, que dista només 1 quilòmetre. El tram de carretera que les comunica és conegut amb el nom de l'Avinguda de la Germanor. El terme municipal de Xaló està compost per nou partides, que són les següents: Bèrnia, Masserof, la Murta, Cuta, Benibrai, Passula, el Pla de l'Horta, Planets i la Solana, on antigament hi havia el Ràfol de Famut. Les antigues alqueries musulmanes i rahals de Ràfol de Xaló, Traella i Benibéder pertanyien a la Vall de Xaló, on hi havia també Arahal, Benixaloní, Curii i el Rahal de Nahamén, finca particular que apareix esmentada al Llibre del Repartiment.

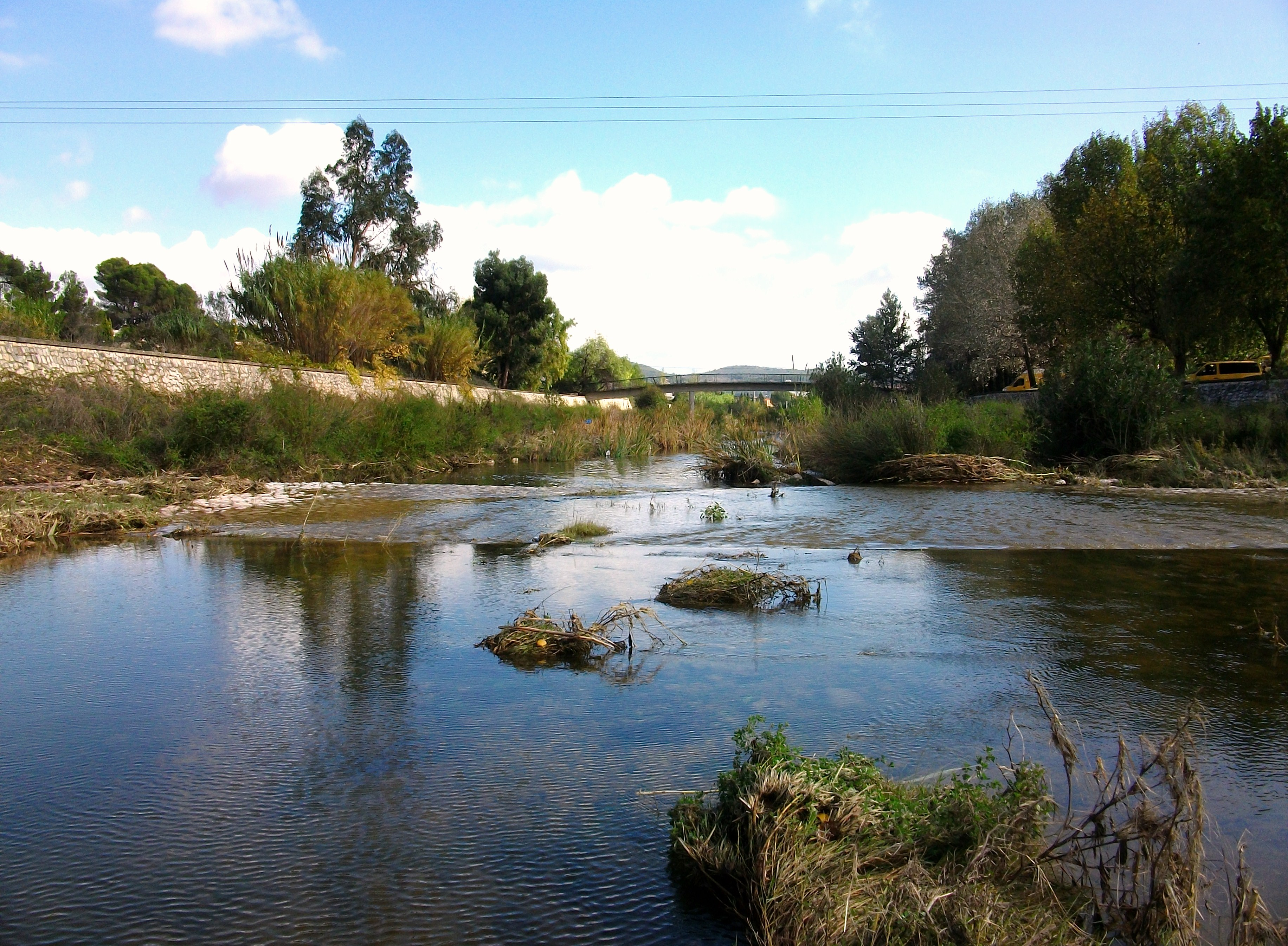
El riu Xaló-Gorgos al seu pas per Xaló.

El riu Xaló-Gorgos travessa el municipi per la part septentrional en direcció oest-est. El riuet de Cuta, un dels seus afluents, discorre íntegrament pel terme de Xaló. El Barranc de Passula separa els termes de Xaló i Alcalalí. Tret de la plana on hi ha el nucli urbà, el terme té un relleu molt accidentat: serra de Bèrnia (1.128 m), serra del Ferrer (889 m), el Castellet (608 m) i el penyal de la Mica (506 m).

## Història
De l'època ibèrica resten vestigis a l'alt de Beniquasi, torre ibèrica de la Devesa, poblat i muralla ibèrica del Penyal de la Mica.Durant l'època ibèrica Xaló és una societat rural d'organització tribal, dedicada a la caça i a la cria d'animals. Els ibers viuen en llocs de difícil accés i, per tant, de considerable valor estratègic. Els boscos d'alzines són aleshores molt abundants i del seu fruit -la bellota- els ibers elaboren farina.
En època romana s'instal·len les vil·les romanes de Passula i les Comes, i Xaló esdevé una població mixta iberoromana. El pla és colonitzat i es dividix en explotacions agràries denominades "quintae" o "pagi". Comença la canalització dels recursos hídrics a través de séquies. L'agricultura prospera, especialment el conreu de la vinya. Es construïx el primer pont sobre el riu (hui desaparegut) per on ha de passar la calçada romana que comunica Xaló i Xàbia. Xaló es cristianitza.
Són d'època àrab les alqueries de Benibrai i de Masserof. La presència àrab a Xaló s'articula bàsicament sobre les anteriors estructures iberorromanes, tret de l'aspecte religiós en què s'instaura la fe islàmica. Es consolida la colonització agrària i l'ampliació del regadiu, s'introduïx l'ús de la sénia, pren notable importància la pansificació del raïm i s'organitza el terme en alqueries, germen de les actuals partides.
L'any 1609 el Duc de Lerma decreta l'expulsió dels moriscos, mesura que provoca al mes d'octubre la sublevació morisca a Xaló i a tota La Marina. Els revoltats es refugien a la serra del Pop, amb el propòsit d'oferir resistència a les tropes reials. Presentada la capitulació dos mesos més tard, els moriscos són forçats a embarcar als ports de Dénia i Xàbia cap a la ciutat nord-africana d'Orà. L'expulsió deixa Xaló pràcticament deshabitat, fins que és repoblat l'any 1611 amb 36 famílies de cristians vells procedents de Mallorca i Eivissa. Durant el segle xviii gairebé va quadruplicar la seua població i a principis del segle xix, el llegat de la duquessa d'Almodóvar va permetre construir el nou temple i les escoles. Assolits els 3318 habitants l'any 1860, començà l'emigració cap a Algèria i des del 1889, cap a l'Argentina, amb una lleugera però constant pèrdua de població fins a l'any 1981, quan es va invertir la tendència.
Actualment compta amb l'Associació Cultural Marge Llarg, que s'encarrega per protegir, conservar i posar en valor els jaciments i monuments històrics de Xaló. Des de l'associació s'organitza voluntariat per a col·laborar en tasques arqueològiques d'excavació i neteja dels distints jaciments, també s'organitzen excursions i altres activitats.

## Monuments d'interés

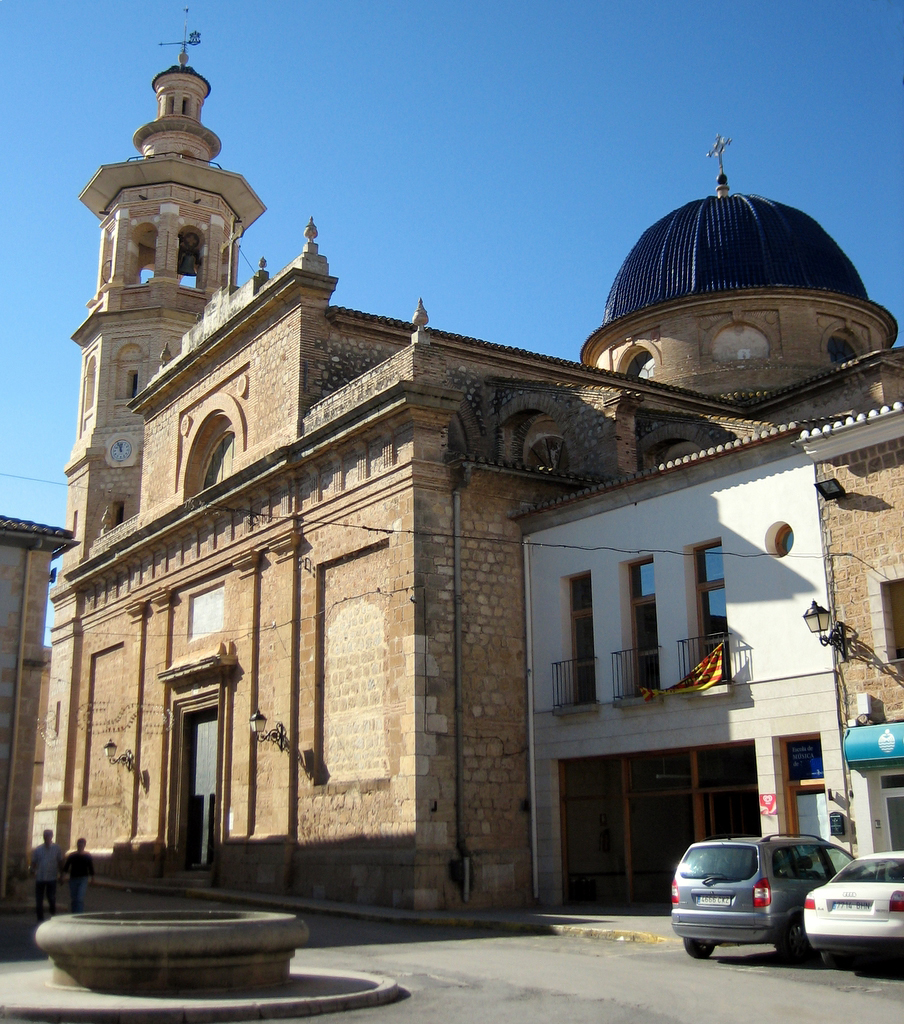
Església de Santa Maria

Els monuments de major interés turístic són: l'església parroquial de Santa Maria, de grans proporcions i estil neoclàssic, i l'ermita de Sant Doménec, a l'oest de la població, al barri anomenat el Pla de la Séquia.

## Demografia
Els moriscos van constituir el gruix de la població de Xaló (190 cases segons el Cens de Caracena), fins a la seua expulsió l'any 1609, que va deixar el terme municipal pràcticament deshabitat. A partir d'aquella data es va iniciar un procés de repoblació amb colons mallorquins i eivissencs i, per tal de regular les condicions del seu assentament, els nous pobladors i el Baró, en Pere Acasi Joan Montagut i d'Íxer, van signar l'any 1611 la Carta Pobla de Xaló i Llíber.
De tota manera, la repoblació de Xaló fou alhora incompleta i insuficient. Incompleta, perquè molts llocs de moriscos de la vall -com, per exemple, Benibrai- van desaparéixer. Insuficient, perquè els nuclis repoblats es van quedar amb una població inferior a la que tenien en l'etapa morisca.
El segle xvii, el de l'arribada dels repobladors illencs -els autèntics refundadors de Xaló i Llíber-, va ser una centúria de depressió econòmica, de constants protestes del colonat contra els abusos dels seus senyors i, també, de pràctica del bandolerisme a la Marina Alta, com a única eixida per als sectors socials més desfavorits.
Caldrà esperar al segle xviii a fi que l'esmentada situació econòmica experimente una transformació substancial. Al llarg del Set-cents es va produir una notable expansió econòmica a causa de l'extensió de la superfície conreada i el consegüent augment de la producció agrària, que comportaria un progressiu creixement poblacional. A finals del segle xviii, l'economia de Xaló va entrar en un nou període de recessió que va influir negativament en la demografia, i que es va perllongar fins a començaments del segle xix.
A mitjan segle xix, el desenvolupament de l'agricultura comercial de la pansa va provocar un nou impuls demogràfic, i l'any 1860 Xaló va a arribar a comptar amb el major nombre d'habitants de la seua història -3318 persones-.
En el transcurs del segle xx, la població de Xaló va declinar: si l'any 1900 tenia 2.702 habitants, el 1981 havia baixat a 1.709. Però l'any 1986 es va capgirar la tendència negativa i Xaló comença guanyant població any rere any fins a superar amb escreix les 3.000 persones.

## Política i govern

### Composició de la Corporació Municipal
El Ple de l'Ajuntament està format per 11 regidors. En les eleccions municipals de 26 de maig de 2019 foren elegits 8 regidors de Compromís per Xaló (Compromís), 2 del Partit Popular (PP) i 1 del Partit Socialista del País Valencià (PSPV-PSOE).
| Eleccions municipals de 26 de maig de 2019 - Xaló                                                                            |                                          |                                     |                                     |        |          |          |
| Candidatura | Candidatura                              | Candidatura                         | Cap de llista                       | Vots   | Vots     | Regidors |
| | Compromís per Xaló                       |                                     | Joan Miquel Garcés Font             | 764    | 63,67%   | 8 ()     |
| | Partit Popular                           |                                     | José Manuel Gómez Robles            | 236    | 19,67%   | 2 (+1)   |
| | Partit Socialista del País Valencià-PSOE |                                     | Margarida Isabel Avellá Cervera     | 176    | 14,67%   | 1 ()     |
| | Altres candidatures                      |                                     |                                     |        |          | 0 ( -1)  |
| | Vots en blanc                            |                                     |                                     | 24     | 2,00%    |          |
| Total vots vàlids i regidors                                                                                                 | Total vots vàlids i regidors             | Total vots vàlids i regidors        | Total vots vàlids i regidors        | 1.200  | 100 %    | 11       |
| | Vots nuls                                | Vots nuls                           | Vots nuls                           | 21     | 1,72%    |          |
| Participació (vots vàlids més nuls)                                                                                          | Participació (vots vàlids més nuls)      | Participació (vots vàlids més nuls) | Participació (vots vàlids més nuls) | 1.221  | 67,53%** |          |
| Abstenció | Abstenció                                | Abstenció                           | Abstenció                           | 587*   | 32,47%** |          |
| Total cens electoral | Total cens electoral                     | Total cens electoral                | Total cens electoral                | 1.808* | 100 %**  |          |
| Alcalde: Joan Miquel Garcés Font (Compromís) (15/06/2019) Per majoria absoluta dels vots dels regidors                       |                                          |                                     |                                     |        |          |          |
| Fonts: JEC, JEZ Dénia, M. Interior, Periòdic Ara. (* No són vots sinó electors. ** Percentatge respecte del cens electoral.) |                                          |                                     |                                     |        |          |          |

### Alcaldes
Des de 2011 l'alcalde de Xaló és Joan Miquel Garcés Font de Compromís per Xaló (Compromís).
| Període                       | Alcalde o alcaldessa                         | Partit polític | Data de possessió     | Observacions         |
| ----------------------------- | -------------------------------------------- | -------------- | --------------------- | -------------------- |
| 1979–1983                     | Jaime Ripoll Albanell                        | MCI            | 19/04/1979            | --                   |
| 1983–1987                     | Miguel Mas Mengual                           | PSPV-PSOE      | 28/05/1983            | --                   |
| 1987–1991                     | Rosa Mengual Ferrà                           | AP             | 30/06/1987            | --                   |
| 1991–1995                     | Jaime Terentí Sanchis                        | PP             | 15/06/1991            | --                   |
| 1995–1999                     | Martín Mas Garcés Miquel César Sivera Ripoll | PP UPV-BN      | 17/06/1995 13/07/1998 | Dimissió/renúncia -- |
| 1999–2003                     | Miquel César Sivera Ripoll Martín Mas Garcés | Bloc-EVB-V PP  | 03/07/1999 23/05/2000 | Moció de censura --  |
| 2003–2007                     | Miquel César Sivera Ripoll                   | Bloc           | 19/06/2003            | --                   |
| 2007–2011                     | Jaume Castells Mengual                       | III            | 16/06/2007            | --                   |
| 2011–2015                     | Joan Miquel Garcés Font                      | Compromís      | 11/06/2011            | --                   |
| 2015–2019                     | Joan Miquel Garcés Font                      | Compromís      | 13/06/2015            | --                   |
| 2019-2023                     | Joan Miquel Garcés Font                      | Compromís      | 15/06/2019            | --                   |
| Des de 2023                   | Joan Miquel Garcés Font                      | Compromís      | 17/06/2023            | --                   |
| Fonts: Generalitat Valenciana |                                              |                |                       |                      |

## Gastronomia
- Berenadeta de Pasqua: És una mena d'estofat que porta faves, pésols, creïlles i ceba. A mitjan cocció es deixa caure en l'olla un ou per cada comensal. Tradicionalment, era un plat típic de Pasqua o, en general, de la primavera, que és la temporada de la fava i el pésol. Hui, gràcies als productes congelats, és possible preparar una berenadeta en qualsevol època de l'any.
- Bollos: És el nom que a Xaló reben les empanades. A la Marina, també se'n diu coques tapades. El farcit pot ser de mullador (ceba i tomaca), de pésols o d'herba (camarrojes, lletsons i bledes). Tradicionalment, totes les casetes de camp tenien el seu forn de llenya per a coure el pa, els bollos o les coques.
- Carquinyols: Dolços molt cuits, de consistència dura i forma allargassada, fets amb farina, ous, sucre i ametles. Tenen un característic color terrós i són típics de Nadal.
- Coques: Pasta plana que pren generalment una forma arrodonida o rectangular i porta com a cobertura mullador, pésols o herba. Les coques es poden coure directament sobre el sòl del forn de llenya o dins d'una llanda. Per la seua semblança amb la pizza italiana, els residents britànics li diuen valencian-style pizza ('pizza a l'estil valencià') però a diferència de la pizza, no se li afig mai formatge en la cobertura. A l'estiu, es mengen acompanyades d'un raïm de moscatell, que és una encertada combinació de salat-dolç.
- Faves sacsades: Faves cuites a foc lent amb un rajolí d'oli d'oliva, alls tallats ben fins, trossets de cansalada, un pessic de sal i un altre de pebre roig. De tant en tant, s'ha de sacsar la caçola a fi d'evitar que les faves s'enganxen al fons i se socarren. Convé que siguen tendres perquè les faves granades no es couen bé.
- Sobrassada: Embotit de carn de porc capolada i adobada amb sal, pebre roig i d'altres espècies que li donen el seu color característic. És un producte que van importar a Xaló els colons mallorquins a començaments del segle xvii.
- Pastissets de moniato: Petites empanades cuites al forn, farcides amb confitura de moniato i aromatitzades amb anís o aiguardent.
- Vi de Xaló: El poble i la vall són molt coneguts pel conreu de la vinya i la producció i venda a granell de vi, normalment negre.

## Festes
Dia del Romer. Se celebra l'últim dissabte d'abril. La gent puja passejant fins al paratge denominat El Fondo per a recollir romer i menjar els tradicionals bollos (empanades). L'endemà al matí els veïns acudixen a la missa en honor de Sant Pere Màrtir, en la qual es procedix a la benedicció dels costalets de romer, que tenen efectes protectors contra el graníssol o calamarsa. Antigament era costum que els agricultors escamparen pels seus camps les fulletes de romer per a assegurar-se que la collita no hi resultaria danyada.
Festes Patronals. El 4 d'agost se celebren en honor de Sant Domènec, amb els clàssics Bous en la plaça revetles, desfilades de carrosses, concurs de paelles...
La Verge d'Agost o l'Asunción (dia 15). La vespra de la festa s'entonen fervorosos cants en honor de la Verge enfront de la porta principal de l'església, i el dia de la seua festivitat se celebra una processó pels carrers de la vila.
Festes en honor de la Verge Pobra. Se celebra el dilluns després del tercer diumenge d'octubre; duren una setmana i hi ha processons, revetles, paella gegant, castells de focs artificials, etc.

## Arquitectura tradicional
L'habitatge rural típic de Xaló és la casa de camp amb les seues construccions annexes de riurau i naia. El riurau, d'una banda, és un pòrtic d'arcs de mig punt, adossat lateralment a la casa de camp, encara que hi ha riuraus que també apareixen separats de la casa. El nombre d'arcs és generalment senar, i solen estar orientats cap al migjorn. Antigament s'emprava per a guardar-hi la pansa en els dies plujosos. D'altra banda, la naia (o porxe davant la façana de la casa) que, a més de protegir-la del sol i la pluja, té també una evident funció estètica. Davant la naia hi ha una extensió de terreny sense cultivar, amb el sòl endurit de tant de xafar-lo, anomenada sequer, on s'estenen en fileres els canyissos plens del raïm que, per efecte de l'acció solar, es transforma en pansa.

## Rutes d'interés històric, etnològic i turístic

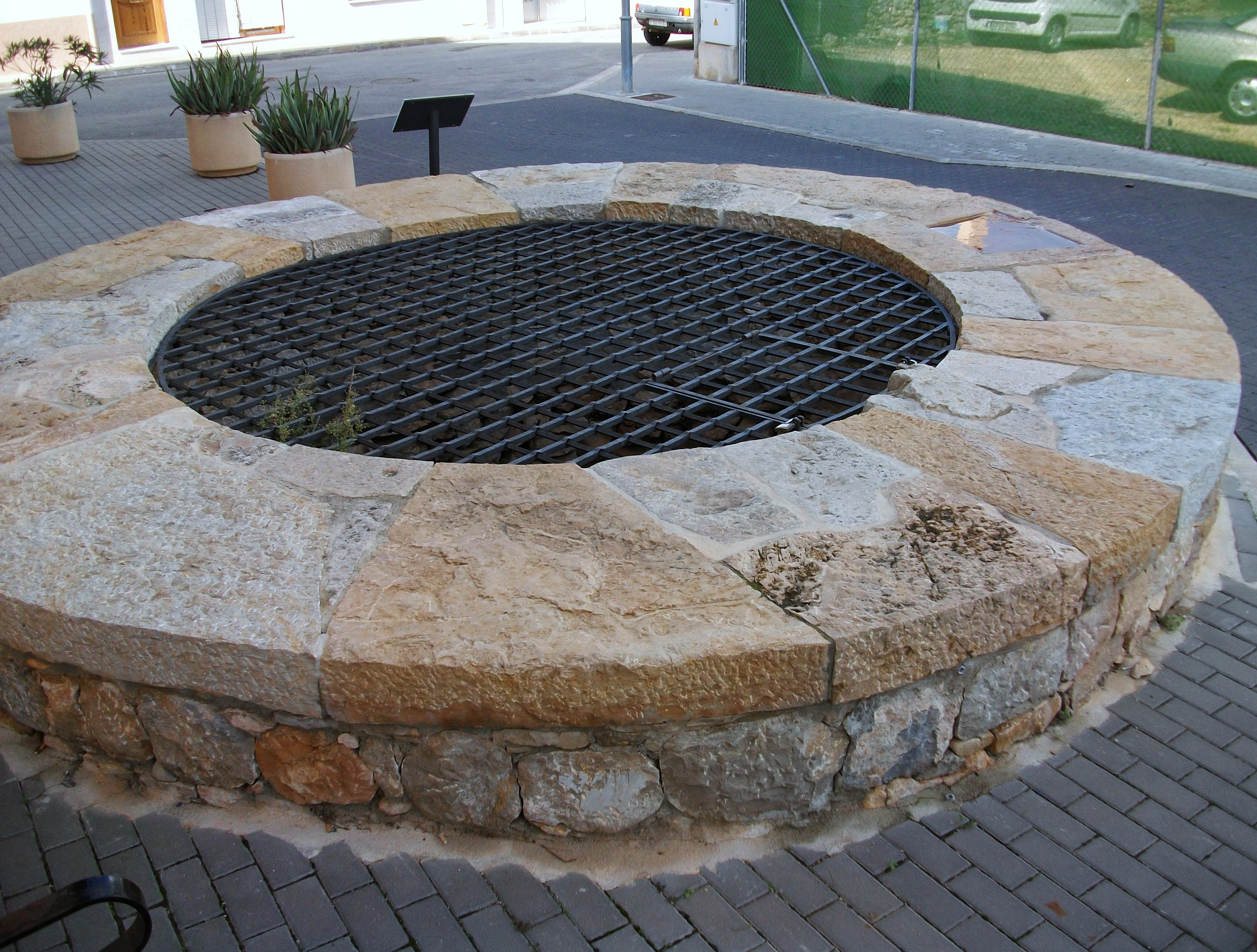
Pou de les Figueretes.

### Ruta dels Pous
És un recorregut pels quatre pous de font que abastien el municipi abans de la instal·lació de l'aigua potable. Comença amb una visita al Pou de les Figueretes (segle XVII), els de la Basseta i de l'Assegador (segle xix) i acaba al del camí de Passula, dit també Pou de les Forques (segle xix).

### Ruta dels Martorell
El trajecte inclou tots aquells espais que apareixen esmentats a la documentació de què a hores d'ara es disposa sobre la família de l'escriptor Joanot Martorell: la plaça de Xaló, la Senyoria, l'alqueria de Benibrai, el Pas Estret i la Muntanya de Benibrai (l'actual Devesa).

### Ruta del Xaló històric
La trama de places i carrers del Xaló històric està composta per dos nuclis bàsics:
- El Ràfol de Xaló que comprèn els carrers de Sant Cristòfol (dit antigament de les Roques), el de l'Hospital (antic dels Oms), el de Sant Rafael (antic dels Mallorquins), el de les Parres (o carrer del notari Torres), el de Sant Joaquim (o camí del Pou de les Figueretes), el de Santa Anna (antic d'en Berenguer), el d'Alacant, Major (carrer i plaça) i el Pla de la Séquia. És la part més antiga de Xaló amb carrers estrets i tortuosos, que es remunten a l'època mudèjar.

- El Primer Eixample (finals del segle xviii - principis del XIX), al qual pertanyen els carrers de Sant Joan Baptista, Sant Judes Tadeu, Sant Antoni, Bonaire (l'actual canonge en Pere Maurí), Nou, Duquessa.

- El Segon Eixample (mitjans del XIX), que està integrat pels carrers de Salamanca i la Verge.

Els vials dels dos eixamples són rectilinis i més amples i, per tant, no tenen res a veure amb els del vell Ràfol de Xaló. Eixe contrast en la disposició de l'espai urbà és important que el perceba el visitant, i que puga gaudir de les façanes de cases tan significatives com les modernistes que hi ha a la cruïlla dels carrers Duquessa i Bonaire.

## Normativa local en matèria de distàncies entre plantacions
La normativa en matèria de distàncies entre plantacions està recollida en les Ordenances Municipals de 1906, i varia segons l'espècie vegetal que s'haja decidit plantar:
- penqueres: 1,10 m
- ceps o parral: 1,10 m
- palmeres: 3,50 m
- ametlers: 7 m
- arbres fruiters en general: 3,50 m
- oliveres, figueres, garrofers, xops, oms, eucaliptus: 7 m
- canyars: 4 m
- cedres, xiprers i arbusts de menys d'un 1,50 m d'alçària: 1 m

Les distàncies es compten sempre des de la fita amb la finca del veí.

## L'associacionisme a Xaló
- Associació de Comerciants i Empresaris de Xaló
- Societat de Caçadors de Xaló i Llíber
- Associació de Cultura de Xaló
- Comissió de Veïns del Camí del Cementeri
- Plataforma pro Millora Educativa
- Club de Lectura de la Biblioteca Municipal
- Club Ciclista de Xaló
- Club de Jiu-Jit-Su de Xaló
- Societat Colombòfila de Xaló
- Associació Musical de Xaló
- Associació de Jubilats i Pensionistes
- Grup de Cant i Corda
- Cor Parroquial
- Associació d'Amics del Bosc